# 나는 야한 여자가 좋다
나는 야한 여자가 좋다는 1989년 마광수가 초판을 쓴 성과 사랑을 다룬 에세이이다.

## 파생 작품

### 영화
- 나는 야한 여자가 좋다 (영화)
- 나는 야한 여자가 좋다 2
- 나는 야한 여자가 좋다 3

### 연극
- 나는 야한 여자가 좋다 (연극)